# بروتين الريبوسوم S7
بروتين الريبوسوم S7 (بالإنجليزية: Ribosomal Protein S7)‏ (RPS7) هوَ بروتين يُشَفر بواسطة جين RPS7 في الإنسان. الريبوسومات هي العضيات التي تحفز تخليق البروتين، تتكون من وحدة فرعية صغيرة 40S ووحدة فرعية كبيرة 60S. تتكون هذه الوحدات الفرعية معًا من 4 أنواع من رنا RNA وحوالي 80 بروتينًا مميزًا من الناحية الهيكلية. ويعد أحد مكونات الوحدة الصغرى 40S للريبوسوم والذي يلعب دورًا مهمًا في الترجمة في عملية الاصطناع الحيوي للبروتين (التي تشكل جزءا من عملية التعبير الجيني).

## الأهمية السريرية
وجد أن إسكات هذا الجين بواسطة رنا حلقة جذعية صغير عبر عملية تدخل الرنا يحفز تكاثر الخلايا السرطانية في المبيض، ويثبط موت الخلايا المبرمج عن طريق تثبيط البروتين53. كما يلعب دورًا هامًّا في تكاثر الخلايا السرطانية في الرئة.

## روابط خارجية
- نظرة شاملة على جميع المعلومات الهيكلية المتاحة في بنك بيانات البروتينات (PDB) لـقاعدة البيانات يونيبروت (UniProt): P62081 (بروتين الريبوسوم S7) في بنك بيانات البروتين في أوروبا (PDBe-KB).